# 约在春天相见

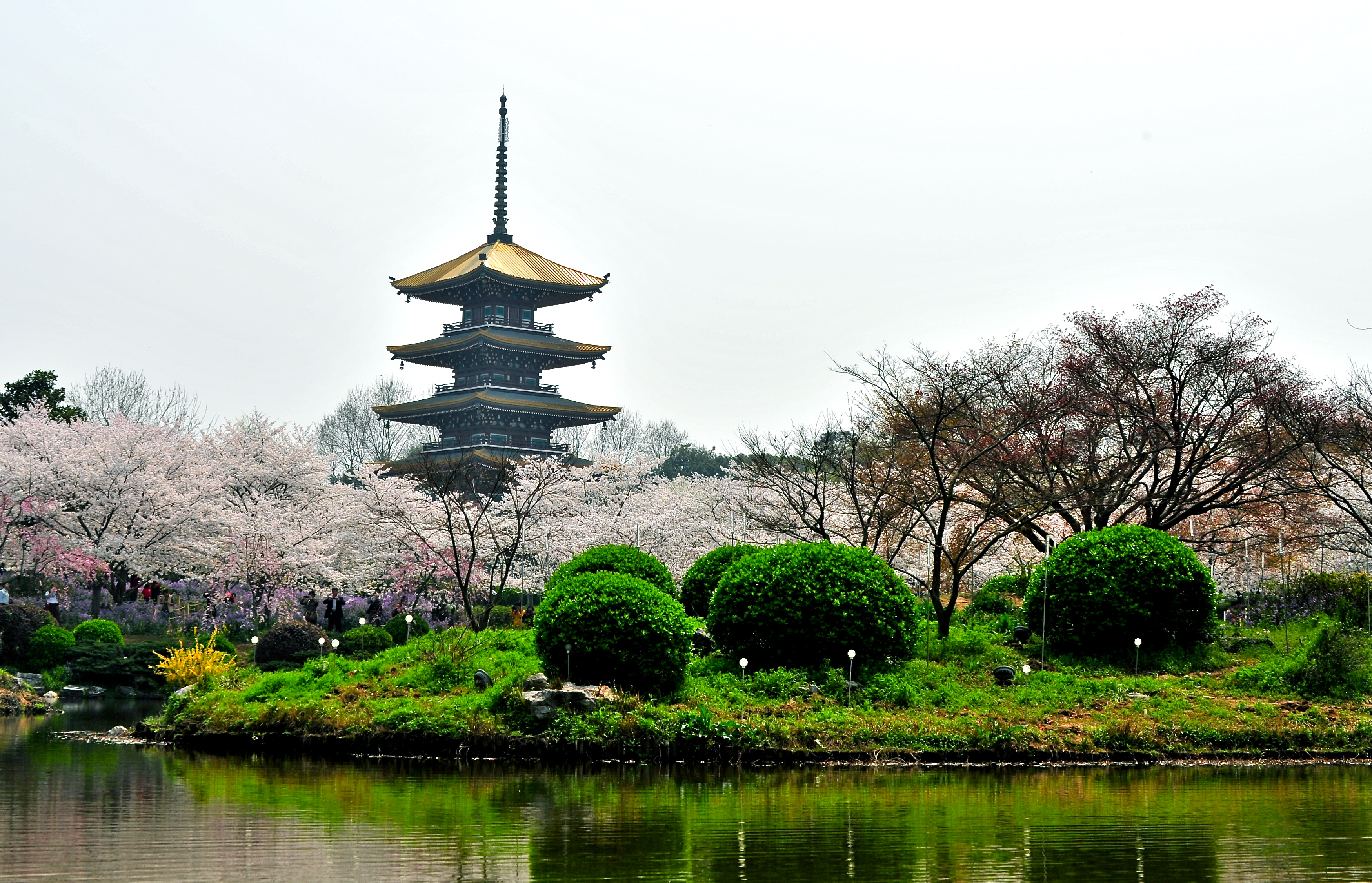
武汉春天的樱花

《约在春天相见》是一首以2019冠状病毒病疫情为主题的公益歌曲，由旅居加拿大的漫画家郭竞雄（大雄）作词、作曲。歌词串联了湖北武汉的珞珈山、户部巷、黄鹤楼等著名景点，以及樱花、长江、渡船等自然和人文意象，將歷史文化和社會現實兩相對比，表达了对疫情之下中国大陆民众的同情，对疫情发生前后谎言和欺骗的无奈与愤怒，以及对事实真相的追问与关注。
部分流传的《约在春天相见》版本以“时代革命，光复武汉”这句歌词作结，效仿“光复香港，时代革命”的口号，向香港反對逃犯條例修訂草案運動及歌曲《願榮光歸香港》致敬。

## 网络审查
由于题材敏感，《约在春天相见》已被中华人民共和国网络审查屏蔽。尽管中国大陆的搜索引擎难以检索到与此歌曲有关的网页信息，但是自动推荐的相关搜索关键词和新闻媒体对歌词的化用仍可以反映出该歌曲的流传。根据GreatFire自由微信项目对微信公众号的存档，该歌曲也曾在中国的即时通讯软件上传播。